# Porothamnium obliquifolium
Porothamnium obliquifolium är en bladmossart som beskrevs av Fleischer 1908. Porothamnium obliquifolium ingår i släktet Porothamnium och familjen Neckeraceae. Inga underarter finns listade i Catalogue of Life.